# Jon Irisarri
Jon Irisarri Rincón (né le 9 novembre 1995 à Leaburu au Pays basque) est un coureur cycliste espagnol, professionnel de 2017 à 2021.

## Biographie
Après de bonnes performances chez les amateurs, Jon Irisarri passe professionnel en 2017 au sein de l'équipe Caja Rural-Seguros RGA,.
Il met un terme à sa carrière cycliste à l'issue de la saison 2021.

## Palmarès sur route

### Par année
- 2014
  - Zumaiako Saria
  - 3e de la Klasika Lemoiz
- 2015
  - Insalus Saria
  - Mémorial Cirilo Zunzarren
  - Trophée Eusebio Vélez
  - Klasika Lemoiz
  - Mémorial Etxaniz
  - 2e du Zumaiako Saria
  - 2e du San Bartolomé Sari Nagusia
  - 3e du Circuito Aiala
  - 3e de la Leintz Bailarari Itzulia
- 2016
  - 1re étape du Mémorial Manuel Sanroma
  - Santikutz Klasika
  - 4e étape du Tour de la Bidassoa
  - Grand Prix Macario
  - 3e étape du Tour de Castellón (contre-la-montre par équipes)
  - 2e du championnat du Guipuscoa du contre-la-montre espoirs (Mémorial Gervais)
  - 2e du championnat d'Espagne sur route espoirs
  - 2e du Circuito Guadiana

### Classements mondiaux
| Année                                 | 2016  | 2017  | 2018  | 2019  | 2020  |
| ------------------------------------- | ----- | ----- | ----- | ----- | ----- |
| Classement mondial                    | 1545e | 1943e | 1636e | 2424e | 1940e |
| UCI Europe Tour                       | 1039e | 1609e | 1060e | 1552e | 1417e |
|                                       |       |       |       |       |       |
| Légende : nc = non classéSource : UCI |       |       |       |       |       |

## Palmarès sur piste

### Championnats nationaux
- 2011
  -  Champion d'Espagne de vitesse cadets
  -  Champion d'Espagne de keirin cadets
- 2012
  -  Champion d'Espagne de vitesse juniors
  - 2e du championnat d'Espagne de keirin juniors
- 2013
  -  Champion d'Espagne de l'américaine juniors (avec Ander Alonso)
  -  Champion d'Espagne de scratch juniors
  - 2e du championnat d'Espagne de vitesse juniors
- 2014
  - 2e du championnat d'Espagne de poursuite par équipes